# Staurastrum breviaculeatum
Staurastrum breviaculeatum là một loài Song tinh tảo trong họ Desmidiaceae, thuộc chi Staurastrum.